# Catamenia
Catamenia ist eine Black-Metal-Band aus Oulu in Finnland.

## Geschichte
Catamenia wurde 1995 von Riku Hopeakoski und Mika Tönning in Oulu gegründet. Noch im selben Jahr nahm sie ihr erstes Demo auf und Sampo Ukkola, Timo Lehtinen, Toni Tervo und Heidi Riihinen traten der Band bei. 1996 nahm sie das zweite Demo Winds auf, das ihnen 1997 einen Vertrag über vier Alben beim Label Massacre Records einbrachte.
In den Commusication Studios in Deutschland wurde das erste Album Halls of Frozen North aufgenommen, welches 1998 erschien. Diesem folgten 1999 das zweite Album Morning Crimson und die EP Shape Edition, welche in den schwedischen Sunlight Studios aufgenommen wurden. Nach den Aufnahmen verließen Toni Tervo und Sampo Ukkola die Band und wurden durch Sir Luttinen und Ari Nissilä ersetzt.
2000 entstand in Kemi das nächste Album Eternal Winter’s Prophecy. 2001 beendeten dann auch Heidi Riihinen und Sir Luttinen ihre Zusammenarbeit mit der Band, neuer Schlagzeuger wurde Janne Kusmin und Riku Hopeakoski übernahm die Position am Keyboard.
2002 nahm sie in Oulu ihr viertes Album Eskhata auf. Es erschien im selben Jahr; der Vertrag mit Massacre Records wurde aufgrund der guten Zusammenarbeit um drei weitere Alben verlängert.
Während der Aufnahmen für das fünfte Album war das Bandgeschehen wieder von Mitgliederwechseln geprägt. Janne Kusmin verließ die Band. Neu hinzu kamen Veikko Jumisko und Tero Nevala. Das im Februar 2003 entstandene Album Chaos Born wurde für sie zum Erfolg. Anschließende Unstimmigkeiten hatten jedoch das Verlassen von Mitgründer und Sänger Mika Tönning und dem Bassisten Timo Lehtinen zur Folge. Olli Jukka Mustonen verlieh daraufhin der Band seine Stimme und der Bass wurde von Mikko Hepo-oja übernommen.
2005 erschien das nächste Album Winternight Tragedies, welches in den Mastervox Studios in Oulu aufgenommen wurde. Mikko Hepo-oja verließ die Band wieder und wurde durch Toni Kansanoja ersetzt, außerdem konnte für die klaren Gesangparts der Produzent der letzten drei Alben, Kari Vähäkuopus, gewonnen werden. 2006 wurde das Album Location: COLD veröffentlicht.
Im Frühling 2007 trat der Schlagzeuger Veikko Jumisko aus „persönlichen Gründen“ aus der Band aus, für ihn konnte jedoch schon im Juli mit Mikko Nevanlahti ein Nachfolger gefunden werden.
Bei einer Tour durch Kanada wurde Olli J. Mustonen durch Ari Nissilä vertreten. Da die Resonanz auf dessen Gesang sehr gut war, beschloss die Band Ende Mai 2008, sich von Olli J. Mustonen zu trennen und dauerhaft mit Nissilä als neuem Sänger weiterzuarbeiten. Am 24. Oktober 2008 wurde das Album VIII - The Time Unchained veröffentlicht.
Am 26. Februar 2010 kam das nächste Album Cavalcade in den Handel. 2010 hieß es auf der Bandwebsite, dass Nissilä, Kansanoja, Vähäkuopus und Nevanlahti die Band wegen eigener Projekte und anderer Gründen verlassen. Sie wurden ersetzt durch den Rückkehrer Mikko Hepo-oja als Bassist, dem Gitarristen Sauli Jauhiainen und dem Schlagzeuger Tony Qvick.
Am 27. April 2012 erschien mit The Rewritten Chapters ein Best-Of-Album mit Neuaufnahmen bisheriger Lieder.

## Stil
Catamenia spielt schnellen und melodischen Black Metal. Die Lieder bestechen durch eingängige Melodien und wechseln zwischen Mid-Tempo und sehr schnellen Parts. Die Gitarre erinnert manchmal an alte Satyricon-Aufnahmen. Dabei spielt das Keyboard einen wesentlichen Part. In neueren Alben treten unter anderem auch Elemente des finnischen Folk wie z. B. Männerchöre auf. Ganz vom Black Metal abgewendet haben sich Catamenia mit dem Album Cavalcade, welches eher dem Melodic Death- oder Power Metal zuzuschreiben ist.

## Diskografie

### Demos und EPs
- 1996: Winds (Demo)
- 1999: Shape Edition (EP)

### Alben
- 1998: Halls of Frozen North
- 1999: Morning Crimson
- 2000: Eternal Winter’s Prophecy
- 2002: Eskhata
- 2003: Chaos Born
- 2005: Winternight Tragedies
- 2006: Location: COLD
- 2008: VIII – The Time Unchained
- 2010: Cavalcade
- 2012: The Rewritten Chapters (Kompilation)